# Catabena terens
Catabena terens là một loài bướm đêm trong họ Noctuidae.